# Lars Peter Larsen
Lars Peter Larsen, född 8 november 1862, död 23 juni 1940, var en dansk missionär.
Larsen utgick 1889 i danska missionärssällskapets tjänst till Sydindien men lämnade 1899 sällskapets tjänst för att överta posten som studentmissionär i Madras. 1911-24 var han föreståndare för The united theological college i Bangalore, 1924-32 medlem av brittiska bibelsällskapets kommission för revision av den tamuliska bibelöversättningen. Larsen var en utmärkt kännare av tamulspråket och ansågs som en av de främsta nordiska missionärerna. 1918 blev hn teologie hedersdoktor i Lund. Bland hans skrifter märks Hindu-Aandsliv og Kristendommen (1907).